# Jean-Pierre Laborde (professeur de droit)
Pour les articles homonymes, voir Jean-Pierre Laborde et Laborde.
Jean-Pierre Laborde, né le 20 mars 1947 à Séméac, est un professeur de droit et président d'université français.

## Biographie
Jean-Pierre Laborde est né le 20 mars 1947 à Séméac. Après des études secondaires au lycée Louis-Barthou de Pau, Jean-Pierre Laborde poursuit ses études supérieures à Pau puis Bordeaux.
Il est docteur en droit de l'université Bordeaux-I où il a soutenu une thèse de doctorat en droit en 1980 sur « La pluralité du point de rattachement dans l'application de la règle des conflits ».
Il est professeur des universités, agrégé de droit en 1983.

## Carrière
Jean-Pierre Laborde commence son enseignement à l'université d'Angers de 1983 à 1984. Il enseigne ensuite au sein des universités Bordeaux I (1985-1995), Bordeaux IV (1996-2013) et Bordeaux (depuis 2014).

### Responsabilités administratives à l’université
Jean-Pierre Laborde a été vice-président de l’université Bordeaux IV, chargé de la recherche de 1996 à 2001, puis son président de janvier 2006 à janvier 2011.
Il a également été président du Pôle de recherche et d'enseignement supérieur Université de Bordeaux d'avril 2010 à janvier 2011.
Le Pôle universitaire des sciences de gestion de Bordeaux est inauguré sous son mandat.

### Responsabilités pédagogiques à l’université
Il a dirigé le Centre de Droit comparé du travail et de la sécurité sociale (COMPTRASEC, unité associée au CNRS) de 1988 à 1998.
Il a été directeur de l'UFR de droit privé et d'histoire du droit ainsi que coordinateur des UFR juridiques de 2002 à 2005, et chargé de mission auprès du président de l'université pour l'application de la réforme LMD en droit de 2003 à 2005.

### Activités hors université
Membre du Conseil national des universités, 1re section « droit privé » (1998-2000).

## Enseignement, recherches et centres d’intérêt
Son enseignement concerne principalement le droit de la sécurité sociale et le droit du travail.
Ses principaux thèmes de recherche sont les relations individuelles de travail, les rapports collectifs de travail, l'affiliation, les garanties de ressources et les conflits de lois.

## Œuvres
Jean-Pierre Laborde est l'auteur d'un grand nombre d'articles et contributions, notamment en droit du travail et de la sécurité sociale ou droit international privé.
Il est l'auteur des ouvrages suivants :
- Mémento de droit international privé, avec Sandrine Sana-Chaillé de Néré, 19e édition, Dalloz, coll. « Les mémentos Dalloz », 2017, 224 pages  (ISBN 978-2-247-17071-5)

- Labour law in France, avec Michel Despax, Jacques Rojot, Wolters Kluwer, 2011, 354 pages

- Droit de la sécurité sociale, Presses universitaires de France, coll. « Thémis », 2005, 547 pages  (ISBN 2-13-051745-5)

- Insertions et solitudes : actes du colloque du Comptrasec des 5 et 6 mai 1992, avec Isabelle Daugareilh, Éditions de la Maison des sciences de l'homme d'Aquitaine, 1993, 241 pages  (ISBN 2-85892-186-5)

## Décorations
- Commandeur de l'ordre des Palmes académiques
- Chevalier de l'ordre national du mérite